# Rudolf Häuser
Rudolf Häuser (Wenen, 19 maart 1909 - aldaar, 24 maart 2000) was een Oostenrijks politicus (SPÖ). Hij was van 21 april 1970 tot 30 september 1976 vicekanselier van Oostenrijk.

## Biografie

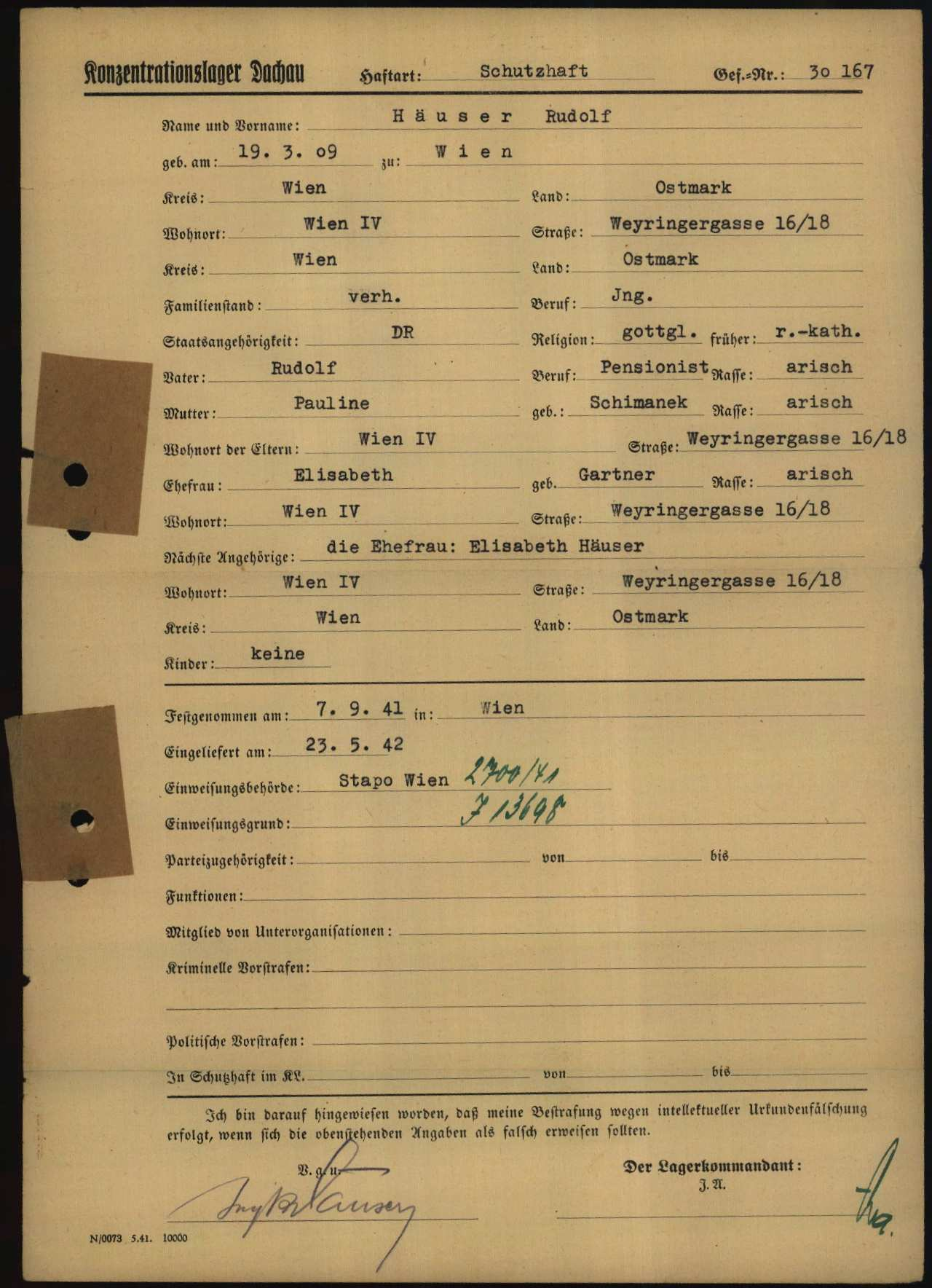
Registratieformulier van Rudolf Häuser als gevangene in nazi-concentratiekamp Dachau

Hij was afkomstig uit een arbeidersgezin en bezocht de technische hogeschool in zijn geboortestad en volgde een opleiding tot werktuigbouwkundige. Tijdens zijn studie sloot hij zich aan bij de socialistische middelbare scholierenvereniging. Na te zijn afgestudeerd tot werktuigbouwkundig ingenieur was hij werkzaam in de zuivelindustrie. Daarnaast bekleedde hij functies binnen de vakvereniging voor werknemers in de industriële sector. Tijdens de nationaalsocialistische jaren was Häuser aangesloten bij het verzet. Vanwege zijn activiteiten binnen het verzet werd hij door de Gestapo gearresteerd en zat van 1941 tot 1945 gevangen in het concentratiekamp Dachau. 
Häuser was na de Tweede Wereldoorlog voorzitter van een vakbond voor werknemers in de private sector (Gewerkschaft der Privatangestellten) en daarnaast bestuurder en later vicevoorzitter van de overkoepelende vakbondsorganisatie Österreichischer Gewerkschaftsbund (ÖGB). In 1959 werd hij bestuursvoorzitter van het zuivelconcern MIAF, waarvan hij reeds sinds 1953 plaatsvervangend bestuursvoorzitter was. 
Rudolf Häuser, die sinds 1962 lid was van de Sozialistische Partei Österreichs (SPÖ), werd in datzelfde jaar in de Nationale Raad (lagerhuis) gekozen. Hij bleef tot 1974 lid van het parlement. Op 21 april 1970 trad hij als vicekanselier en bondsminister van Sociale Zaken toe tot het kabinet-Kreisky I. Hij vervulde deze ambten ook in de opvolgende kabinetten Kreisky II en Kreisky III. Hij bleef minister en vicekanselier tot 30 september 1976.
Rudolf Häuser overleed in 2000 op 91-jarige leeftijd in Wenen.